# 夏末帝
李睍（？—1227年8月28日），夏献宗侄，父清平郡王，夏獻宗病危時被推舉為帝，史稱「末帝」，又稱失都兒忽。

## 生平
李睍在位時已為西夏滅亡的前夕，曾拒降蒙古。右丞相高良惠及各將士積極抵抗蒙古，但無奈天意造化弄人，中興府發生大地震，以致瘟疫肆虐，糧水短缺，軍民死傷過半，使西夏注定滅亡。最後於寶義二年（1227年）六月投降蒙古，寶義二年七月十二日（1227年8月25日），成吉思汗病故，蒙軍恐夏主有變，李睍开城投降后，按照成吉思汗遗嘱，在成吉思汗去世三天后，也就是寶義二年七月十五日（1227年8月28日），李睍被杀。西夏滅亡後，蒙古軍商议屠城，最終在出身党項族的蒙古軍將领察罕的极力勸諫下使中興府內的百姓避免了被屠殺的命运，察罕随后入城安撫城内軍民，使西夏遗民得以保全。